# Urban Legend in Limbo
Touhou Shinpiroku ~ Urban Legend in Limbo. (яп. 東方深秘録 ～ Urban Legend in Limbo., досл. «Східні записи глибоких таємниць 〜 Міська легенда в лімбі») — гра 2015 року в жанрі файтинґ, розроблена Team Shanghai Alice та Twilight Frontier. Це п'ятий файтинґ серії Touhou Project і перша гра проілюстрована манґакою Мое Харукава (яка працювала над Forbidden Scrollery).
Порт для PlayStation 4 був випущений 8 грудня 2016 року, що зробило Urban Legend in Limbo першою офіційною грою Touhou, доступною на ігровій консолі. Порт для PS4 містить нову героїню Рейсен Удонґеїн Інаба, а також додаткову історію, яка відбувається після подій Legacy of Lunatic Kingdom.

## Ігролад

Маріса робить аперкот на Кокоро.

Як і попередні ігри, Urban Legend in Limbo — це двовимірний файтинґ, де два персонажі б'ються один з одним за допомогою різних навичок. Система схожа на устрій попередників, з кількома змінами балансу та виправленнями, а також покращеною системою чарокарток.

## Сюжет
По людському селищу поширилася низка неправдивих чуток про дивних істот та дивні події. Однак, на відміну від Йокаїв, ці чутки були чужими та тривожними, лякаючи дітей (хоча більшість дорослих вважають це дитячими забавами). Але коли Рейму, жриця храму Хакурей, почала помічати чутки, вона вирішила, що це справа рук вищої сили. Тому, вона та інші вирішили розслідувати інцидент та знайти винуватця чуток.

## Персонажі
У грі доступно 14 персонажів, кожен з яких має свій власний сценарій. Повний склад Hopeless Masquerade знову з'являється в цій грі, а також чотири нових персонажі: двоє з попередніх ігор, один з манги та один новачок. Кожен персонаж пов'язаний з міською легендою в грі, що найяскравіше проявляється в ультимативній атаці.
Персонажі з Hopeless Masquerade:
- Рейму Хакурей — її міська легенда — Жінка в щілині (яп. 隙間女, Сукіма-онна)
- Маріса Кірісаме — її міська легенда — Сім шкільних таємниць (яп. 学校の七不思議)
- Ічірін Кумой — її міська легенда — Хашшяку-сама (яп. 八尺さま)
- Бякурен Хіджірі — її міська легенда — Turbo Granny (яп. ターボババァ)
- Мононобе но Футо — її міська легенда — Банчьо Сараяшікі.
- Тойосатомімі но Міко — її міська легенда — Ака Манто.
- Ніторі Кавашіро — її міська легенда — Лох-Неське чудовисько.
- Койші Комеїджі — її міська легенда — Телефон Мері-сан (яп. メリーさんの電話)
- Мамідзо Футацуїва — її міська легенда — Люди в чорному.
- Хата но Кокоро — її міська легенда — Кучісаке-онна.

Нові персонажі:
- Фуджівара но Моко — З Imperishable Night. Її міська легенда — самозаймання людини.
- Шіммьомару Сукуна — З Double Dealing Character. Її міська легенда — зелені чоловічки.
- Касен Ібаракі (茨木 華扇) — з манґи Wild and Horned Hermit. Вона — сеннін, яку представляють як «одноруку, рогату відлюдницю», натякаючи, що вона оні. Її міська легенда — Мавпяча Лапка.
- Суміреко Усамі (宇佐見 菫子) — новий персонаж. Учениця старшої школи і екстрасенс, яка прибула до Ґенсокьо в пошуках езотерики. Перейшовши до старшої школи, вона створила окультну організацію під назвою «Клуб Хіфӯ», присвячену розкриттю таємниць світу. Це привело її до відкриття шляху в Генсокьо за допомогою спеціальних каменів. Вона потоваришувала з людьми, які там жили, проте виявила, що один з каменів підмінили, що спричинило поширення чуток та міських легенд у Ґенсокьо. Вона називає свою міську легенду Сім дивний чудес світу (яп. 深・世界七不思議, гра слів на Сім чудес світу) хоча вона зізнається, що її справжня міська легенда — допельґанґер.
- Рейсен Удонґеїн Інаба — персонаж ексклюзивний для PlayStation 4 з Imperishable Night. Її міська легенда — Кунекуне.

## Розробка
Гру анонсував ZUN 16 листопада 2014 року на виставці Digital Game Expo 2014 разом із Danmaku Amanojaku Gold Rush. Під час цього заходу учасникам було вручено картки з анонсом гри, і Мое Харукава намалювала ілюстрацію Маріси Кірісаме. Пізніше ZUN підтвердив гру у своєму твіті 22 грудня 2014 року. Демоверсія вийшла на Comiket 87 29 грудня 2014 року.